# Agroclimatologie

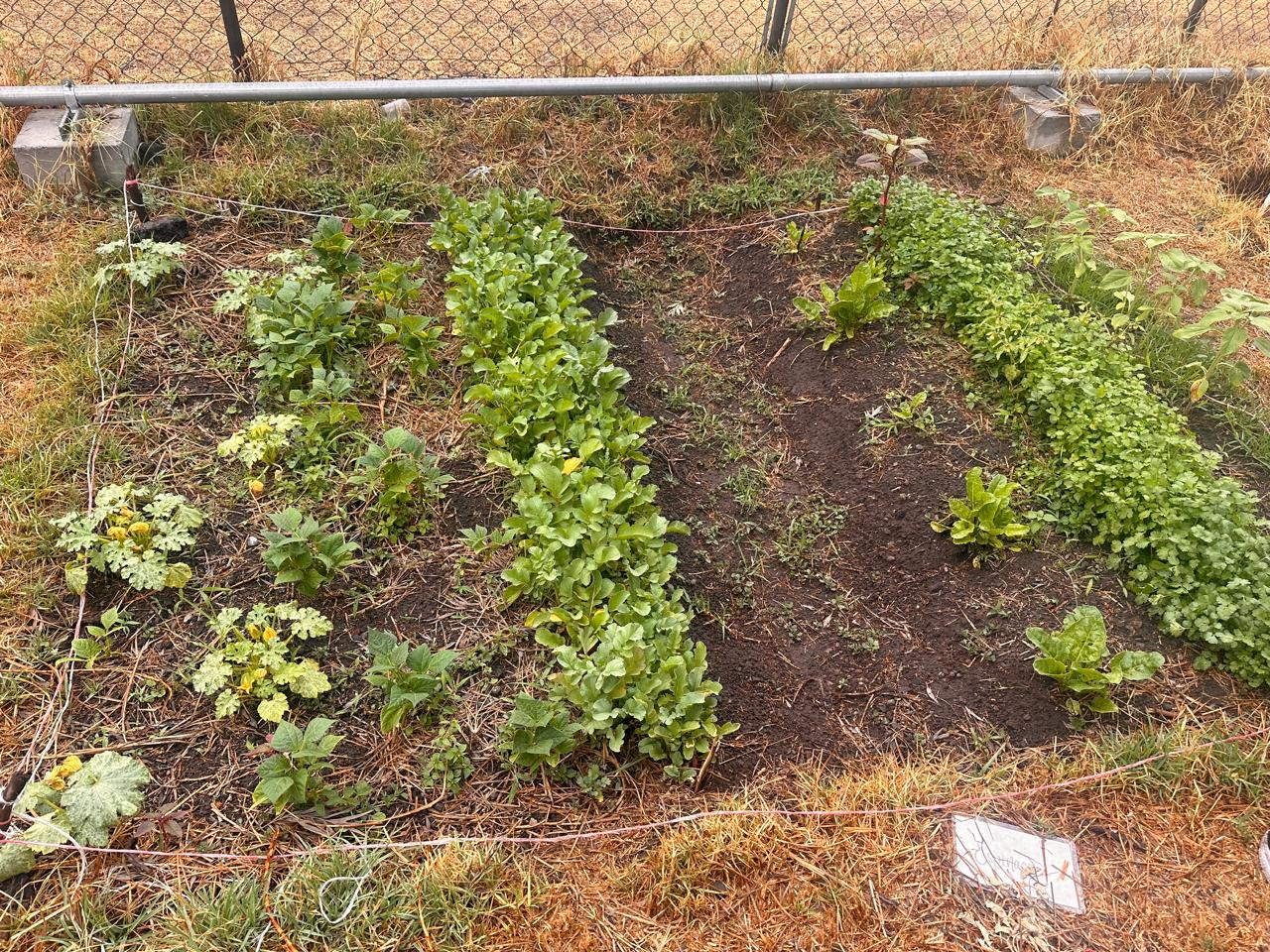

L'agroclimatologie est une branche de la climatologie qui étudie l’impact du climat et du changement climatique sur l’agriculture.